# Michael Lennox
Michael Carson Lennox (1979) è un regista britannico.

## Biografia
Nato e cresciuto nella contea di Antrim, fin da bambino Lennox è stato ispirato dal cinema e ha iniziato a fare progetti per una carriera da regista. Nel 2008, ha realizzato il suo primo cortometraggio, Rip and the Preacher, che è stato proiettato al Californian Cinequest Film Festival, al LA Shorts Fest e in molti altri festival cinematografici in tutto il mondo. Nel 2010 Michael Lennox ha debuttato in televisione con un film drammatico di 30 min con Andrew Buchan, Eclipse, episodio dell'ottava stagione della serie TV britannica Coming Up.
In seguito Lennox ha ottenuto un posto nel Master of Arts nel corso di fiction alla National Film and Television School di Beaconsfield. Tra i suoi lavori svolti durante il periodo universitario figura il cortometraggio The Back of Beyond, proiettato come parte dell'evento BAFTA NFTS Stars of Tomorrow e vincitore del Royal Television Society Student Television Award nella sezione post diploma. Il film ha anche vinto il Pianifica Award e il Junior Jury Award al Locarno Film Festival del 2012 ed è stato nominato all'European Film Award.
Michael Lennox ha inoltre collaborato al film Košnice, selezionato per il Festival internazionale del cinema di San Sebastián e risultato di una coproduzione - progetto tra cinque accademie cinematografiche europee.
Nel 2014, dopo essere tornato in patria, l'Irlanda del Nord, Lennox ha diretto il cortometraggio Boogaloo e Graham, presentato in anteprima mondiale al Toronto International Film Festival e che, l'anno seguente ha vinto un BAFTA Award per il miglior cortometraggio ed una nomination per l'Oscar per il miglior cortometraggio. Successivamente ha diretto il suo primo lungometraggio, A Patch of Fog, con Stephen Graham e Conleth Hill.
Dal 2018 è il regista ti tutti gli episodi della sitcom di Channel 4 Derry Girls, elogiata da pubblico e critica.

## Filmografia

### Cinema
- Rip and the Preacher (2008) - cortometraggio
- Dawkins vs Lennox: Has Science Buried God? (2008) - documentario
- Dinner Party (2010) - cortometraggio
- Absence (2011) - cortometraggio
- Nine Lives (2012) - cortometraggio
- Košnice, episodio London (2012)
- The Back of Beyond (2012) - cortometraggio
- Boogaloo and Graham (2014) - cortometraggio
- A Patch of Fog (2015)
- Awaydays (2015) - cortometraggio
- Here's Looking at You Kid (2018) - cortometraggio

### Televisione
- Coming Up – serie TV, episodio 8x06 (2010)
- Il giovane ispettore Morse (Endeavour) – serie TV, episodio 4x02 (2017)
- Derry Girls – serie TV, 19 episodi (2018-2022)
- Love, Victor – serie TV, episodio 1x04 (2020)
- Non dire niente (Say Nothing) – miniserie TV, 4 puntate (2024)